# Daniela Thomas
Pour les articles homonymes, voir Thomas (nom de famille).
Daniela Thomas est une réalisatrice, scénographe et artiste plasticienne brésilienne, née en 1959 à Rio de Janeiro.
Au cinéma, elle travaille surtout en binôme avec Walter Salles, et au théâtre, elle collabore souvent comme scénographe avec le metteur en scène Felipe Hirsch.
En 1996, elle remporte le Grand Prix du Festival international du film Entrevues à Belfort pour son long-métrage Terre lointaine, coréalisé avec Walter Salles. Leur film Une famille brésilienne est en compétition lors du Festival de Cannes 2008.
Elle est la fille du dessinateur Ziraldo et la sœur du compositeur Antonio Pinto.

## Filmographie
- 1996 : Terre lointaine (Terra Estrangeira), coréalisé avec Walter Salles
- 1998 : Le Premier Jour ou Minuit (O Primeiro Dia ou Meia notte), coréalisé avec Walter Salles
- 1998 : Somos Todos Filhos da Terra (court-métrage documentaire), coréalisé avec Walter Salles, Kátia Lund et João Moreira Salles
- 2003 : Castanha e Caju Contra o Encouraçado Titanic (court-métrage), coréalisé avec Walter Salles et George Moura
- 2002 : Armas e Paz (court-métrage), coréalisé avec Walter Salles
- 2006 : Paris, je t'aime segment Loin du 16e, coréalisé avec Walter Salles
- 2007 : Bem-vindo a São Paulo, segment Odisséia
- 2008 : Une famille brésilienne (Linha de Passe), coréalisé avec Walter Salles
- 2008 : Stories of Human Rights, segment Voyage coréalisé avec Walter Salles
- 2009 : Insolation (Insolação), coréalisé avec Felipe Hirsch
- 2017 : Vazante (pt)
- 2018 : O Banquete (pt)
- 2018 : Half The Sky, segment Back
- 2019 : Tuã Ingugu (court-métrage documentaire)
- 2019 : Interdependence Film 2019 (film collectif)